# Bloodbath Over Bloodstock
Bloodbath Over Bloodstock es un DVD en vivo del grupo sueco de Death metal Bloodbath.Fue grabado en vivo cuando la banda tocaba en el Bloodstock Open Air en agosto de 2010. Fue filmado por The Dark Box y puesto a la venta el 25 de mayo de 2011 por Peaceville Records.

## Lista de canciones
| N.º | Canción                      | Duración |
| --- | ---------------------------- | -------- |
| 1.  | "Ways to the Grave"          | 3:28     |
| 2.  | "Soul Evisceration"          | 3:36     |
| 3.  | "Process of Disillumination" | 3:08     |
| 4.  | "Iesous"                     | 3:31     |
| 5.  | "Breeding Death"             | 4:29     |
| 6.  | "Mouth of Empty Praise"      | 3:29     |
| 7.  | "Mass Strangulation"         | 3:34     |
| 8.  | "Cancer of the Soul"         | 3:23     |
| 9.  | "Mock the Cross"             | 3:01     |
| 10. | "Like Fire"                  | 4:24     |
| 11. | "Outnumbering the Day"       | 3:17     |
| 12. | "Eaten"                      | 4:10     |

## Personal
- Mikael Åkerfeldt - vocalista
- Martin "Axe" Axenrot - batería
- Anders "Blakkheim" Nyström - guitarra
- Jonas Renkse - bajo
- Por "Sodomizer" Eriksson - guitarra

- Travis Smith - portada

- Datos: Q4927912